# Minorité slovaque de Hongrie
La minorité slovaque de Hongrie (en hongrois : Magyarországi szlovák kisebbség, en slovaque : Slovenská menšina v Maďarsku) désigne une minorité nationale reconnue officiellement par la loi hongroise sur les minorités nationales et ethniques. Elle dispose d'une réalité statistique lors des recensements de population et d'une réalité juridique à travers les collectivités des minorités (kisebbségi önkormányzat) qui disposent de compétences particulières pour fixer le calendrier de leurs fêtes et célébrations, contribuer à la préservation de leurs traditions et participer à l'éducation publique. Ces collectivités particulières peuvent ainsi gérer des théâtres publics, des bibliothèques, des institutions scientifiques et artistiques, attribuer des bourses d'études et dispenser de services en direction de leur communauté (aides juridiques notamment).

## Histoire
La majorité des Slovaques de Hongrie sont issus de mouvements migratoires des XVIIe siècle au XVIIe siècle encouragés pour repeupler les territoires des Basses terres (slovaque : Dolná zem) après la fin de l’occupation ottomane.

## Socio-démographie
Selon le recensement de 1990, il y avait 10 459 Slovaques en Hongrie, 12 745 déclarent le slovaque comme langue maternelle et 68 852 ont une connaissance de la langue slovaque.
Selon le recensement de 2001, il y avait 17 693 Slovaques en Hongrie, 11 816 déclarent le slovaque comme langue maternelle et 18 056  ont une connaissance de la langue slovaque.

## Institutions minoritaires

### Enseignement
Il existe trois écoles primaires avec langue d’enseignement en slovaque en Hongrie. Celles-ci sont situées à Szarvas (slovaque : Sarvaš), Tótkomlós (Slovenský Komlóš) et Sátoraljaújhely (Nové Mesto pod Šiatrom) et des écoles complètes incluant école primaire et secondaire à Békéscsaba (Békéšská Čaba)  et Budapest (Budapešť).

### Institutions culturelles
Une Maison de la culture slovaque (slovaque : Dom slovenskej kultúry) existe à Békéscsaba.